# Monogram Pictures
La Monogram Pictures Corporation è stata una casa di produzione e distribuzione attiva dal 1931 al 1953, quando la compagnia passò sotto il marchio Allied Artists Pictures Corporation.
La Monogram è considerata la leader tra le piccole case di produzioni cui ci si riferisce comunemente con il nome di Poverty Row.

## Storia
Fondata all'inizio degli anni trenta, la Monogram nacque dalla fusione di due compagnie, la Rayart Productions di W. Ray Johnston (rinominata Raytone quando il cinema cominciò a diventare sonoro) e la Sono Art-World Wide Pictures di Trem Carr, entrambe specializzate nella produzione di film a basso costo. La nuova compagnia continuò questo tipo di politica fino al 1935, con Carr a capo degli studi.

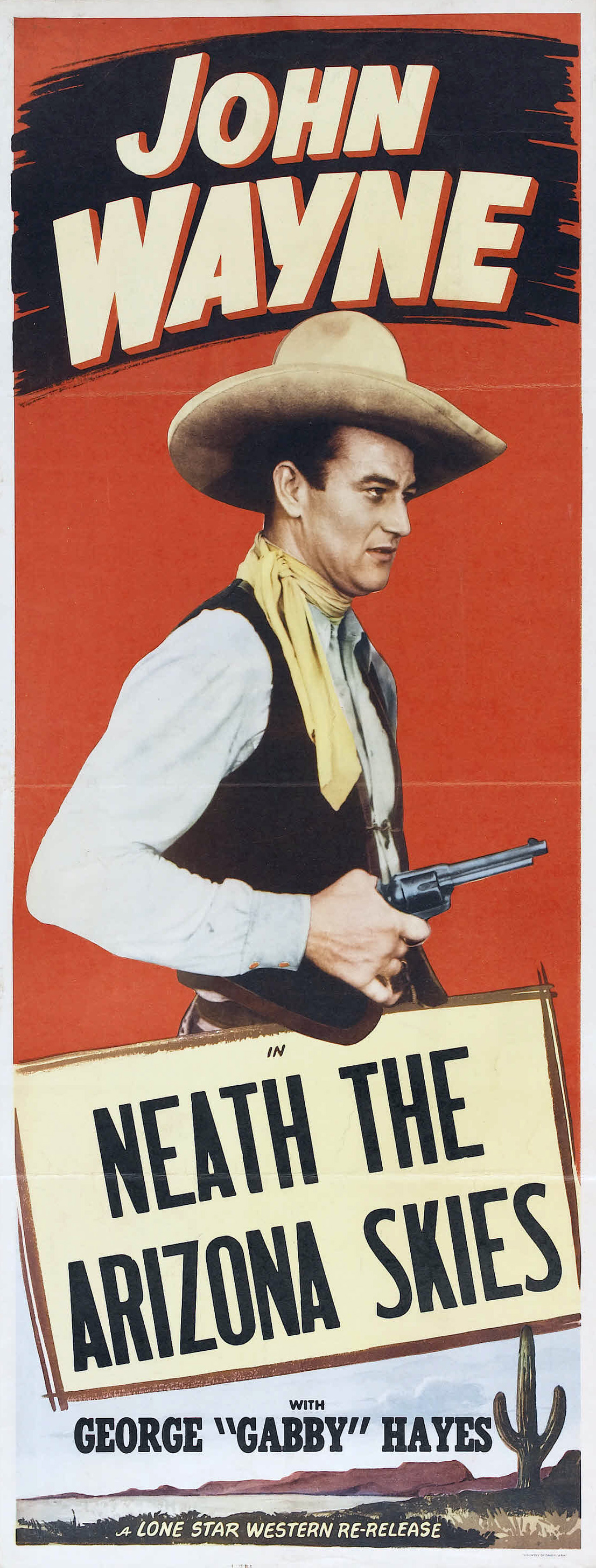
Sotto i cieli dell'Arizona (1934)

I primi film di John Wayne, girati per la Lone Star di Paul Malvern, arrivarono nelle sale attraverso il canale distributivo della Monogram. A quei tempi, la spina dorsale dello studio era formata da una combinazione padre/figlio formata dal regista e sceneggiatore Robert N. Bradbury e dall'attore cowboy Bob Steele (il cui vero nome era Robert A. Bradbury). Bradbury scrisse e diresse molte delle produzioni in quei primi anni della Monogram, inclusi i western della serie  Lone Star. Benché la casa non navigasse nell'oro e tenesse stretti i cordoni della borsa, ciò nonostante la Monogram riuscì a competere sul mercato con un'offerta diversificata, che offriva melodramma, film d'azione, classici e thriller.
Nel 1935, Johnston e Carr vennero contattati da Herbert Yates della Consolidated Film Industries; Yates progettava di fondere la Monogram con alcune altre piccole compagnie indipendenti dando vita alla Republic Pictures. Ma il progetto per i due produttori ebbe vita breve: scoprirono presto che non andavano d'accordo con Yates e lasciarono la nuova società. Carr andò all'Universal Pictures, mentre Johnston riattivò la Monogram nel 1937.
Tra il 1940 ed il 1943 produsse la serie di film western chiamata Range Busters tramite una società di produzione apposita, la "Range Busters".